# 애질런트 테크놀로지스

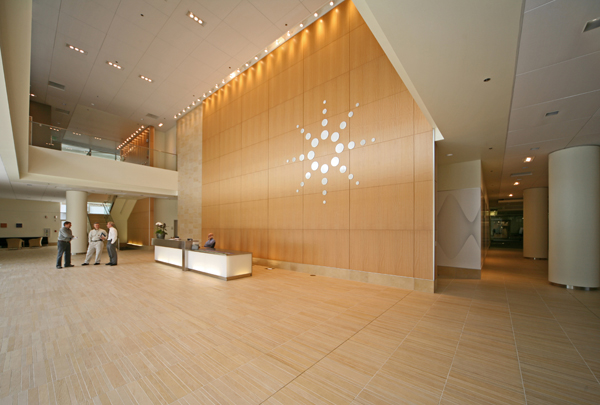
캘리포니아주 산타클라라의 애질런트 테크놀로지스 본사 로비

애질런트 테크놀로지스(Agilent Technologies)는 연구실 워크플로 전반을 위한 장치, 소프트웨어, 서비스, 소비재를 제공하는 미국의 생명과학 기업이다. 글로벌 본사는 캘리포니아주 샌타클래라에 위치해 있다. 1999년 휴렛 팩커드에서 분사하면서 설립되었다. 애질런트의 주식 기업공개 결과는 당시 실리콘 밸리 사상 최대였다.
애질런트는 6개 시장의 제품과 서비스에 집중한다: 식품, 환경, 범죄과학수사, 의약, 진단, 화학, 에너지, 연구. 1999년부터 2014년까지 이 기업은 전자기기용 테스트 및 측정 장비도 생산했다. 해당 부서는 키사이트로 분사되었다.